# Dąbrowa Chotomowska
Dąbrowa Chotomowska – wieś sołecka w Polsce, położona w województwie mazowieckim, w powiecie legionowskim, w gminie Jabłonna.